# Língua alemã padrão suíço
Alemão padrão suíço (em alemão: Schweizer Standarddeutsch), ou alto-alemão suíço (em alemão: Schweizer Hochdeutsch ou Schweizerhochdeutsch; em romanche: Svizzers Alt Tudestg), conhecido pelos suíços como Schriftdeutsch, ou Hochdeutsch em alemão, é a forma escrita de uma (alemão) das quatro línguas nacionais da Suíça, além do francês, italiano e romanche. É uma variedade do alemão padrão, usado na parte germanófona da Suíça e em Liechtenstein. É principalmente escrito e falado com menos frequência.
O alemão padrão suíço difere do alemão suíço, um termo genérico para os vários dialetos alemães alamânicos (no sentido de "variedades regionais tradicionais") que são as línguas padrão do dia a dia na Suíça de língua alemã.
O alemão padrão é uma língua pluricêntrica. Em contraste com outras variedades locais do alemão padrão, o alemão padrão suíço apresenta características distintivas em todos os domínios linguísticos: não apenas na fonologia, mas também no vocabulário, na sintaxe, na morfologia e na ortografia. Essas características do alemão padrão suíço são chamadas de helvetismos. Além das influências do alemão alemânico, essas características incluem o uso extensivo de palavras emprestadas de línguas românicas, especialmente do francês.

## Alemão padrão suíço falado
A língua falada por padrão na Suíça de língua alemã é o respectivo dialeto local. Devido a uma taxa de migração intercantonal bastante elevada (cerca de 5% ao ano) dentro da Suíça moderna ao longo de décadas, muitos dialetos suíço-alemães diferentes são falados em qualquer lugar, especialmente em áreas urbanas; por exemplo, na cidade de Zurique (final de 2013): dos 272.700 suíços (total: 400.000) que vivem em Zurique, apenas 40% (28%) são da própria Zurique, enquanto 51% (36%) são de todo o cantão de Zurique.
Fora de qualquer ambiente educacional, o alemão padrão suíço é falado apenas em pouquíssimas situações formais específicas, como em noticiários e programas respeitáveis dos canais de mídia públicos; nos parlamentos dos cantões de língua alemã; no parlamento federal em Berna (a menos que outra língua oficial da Suíça seja usada), embora o dialeto certamente esteja invadindo esse domínio; em anúncios de alto-falantes em locais públicos, como estações ferroviárias, etc. Os serviços religiosos, incluindo o sermão e as orações, geralmente são em alemão padrão suíço. Geralmente, em qualquer ambiente educacional, o alemão padrão suíço é usado (durante aulas, palestras ou tutoriais). No entanto, fora das aulas, os dialetos suíço-alemão são usados, mesmo quando, por exemplo, conversando com um professor sobre a aula. As situações em que o alemão padrão suíço é falado são caracteristicamente formais e públicas, e há situações em que a comunicação escrita também é importante.
Em situações informais, o alemão padrão suíço é usado apenas quando um suíço-alemão se comunica com um não suíço e presume-se que essa pessoa não compreenda o respectivo dialeto. Entre si, os suíços de língua alemã usam seu respectivo dialeto suíço-alemão, independentemente de classe social, educação ou tópico.
Ao contrário de outras regiões onde se falam variedades alemãs, não existe uma continuidade entre o alemão padrão suíço e os dialetos suíço-alemães. Os falantes falam ou o alemão padrão suíço ou um dialeto suíço-alemão, e estão conscientes dessa escolha.
No entanto, cerca de 10%, ou 828.200, dos residentes suíços falam alto-alemão (também chamado de alemão padrão) em casa, mas principalmente devido à presença de imigrantes alemães ou austríacos.

## Diglossia
O uso simultâneo dos dialetos do alemão padrão suíço e do alemão suíço foi chamado de um caso típico de diglossia, embora este termo seja frequentemente reservado a pares de línguas onde o vernáculo tem menor prestígio do que o outro, enquanto os dialetos do alemão suíço não atendem a este critério, pois permeiam todas as classes socioeconômicas da sociedade. Como o alemão padrão suíço é a língua escrita usual e os dialetos do alemão suíço são a língua falada usual, sua inter-relação às vezes é chamada de diglossia medial.

## Atitude em relação ao alemão padrão suíço falado
A maioria dos suíços-alemães fala fluentemente o alemão padrão suíço, mas pode ou não gostar de fazê-lo, pois parece artificial e artificial para muitos. Quando comparam seu alemão padrão suíço com a forma como as pessoas da Alemanha falam, eles acham que sua própria proficiência é inferior porque é estudada e mais lenta. A maioria dos suíços-alemães acha que a maioria fala um alemão padrão suíço bastante pobre; no entanto, quando questionados sobre sua proficiência pessoal, a maioria responderá que fala muito bem.